# Une fille cousue de fil blanc
Pour plus de détails, voir Fiche technique et Distribution.
Une fille cousue de fil blanc est un film dramatique français réalisé par Michel Lang et sorti en 1977.

## Synopsis
Une jeune fille de 18 ans meurt dans un accident, peu de temps avant son mariage. Sa sœur cadette tente de reconstituer son histoire. Elle découvre que sa sœur n'était pas celle que tout le monde croyait.

## Fiche technique
- Réalisation : Michel Lang, assisté de Jean-Claude Sussfeld
- Scénario : Michel Lang d'après un roman de Claire Gallois
- Image : Daniel Gaudry
- Costumes : Christiane Moinot-Bodet
- Musique : Olivier Dassault, Christian Gaubert
- Montage : Hélène Plemiannikov
- Producteur : Yves Rousset-Rouard
- Production :  Trinacra Films
- Pays de production :  France
- Format : couleur
- Genre : drame
- Durée : 103 minutes[1]
- Date de sortie :
  - France : 26 janvier 1977

## Distribution
- Aude Landry : Béatrice
- France Dougnac : Claire
- Serge Reggiani : Jérôme
- Maria Mauban : Élodie
- Marie Daëms : Rebecca
- Bruno Pradal : Alain
- Umberto Orsini : Frédéric
- Mary Marquet : la grand-mère
- Claire Ackilli : Valérie
- Marc de Puniet de Parey : Olivier
- Pascal Beguet : Charles
- Élisabeth Wiener : Jacynthe
- Luc Florian : le chauffeur
- Colette Mareuil : la mère supérieure
- Jeanne Hardeyn : Henriette
- Claude Marcault : l'infirmière